# Binczarowa
Binczarowa ist eine Ortschaft mit einem Schulzenamt der Landgemeinde Grybów im Powiat Nowosądecki der Woiwodschaft Kleinpolen in Polen.

## Geographie
Der Ort liegt in den Niederen Beskiden im sogenannten Lemkenland, entlang des Bachs Binczarka, eines linken Zuflusses der Biała. Die Nachbarorte sind Florynka im Südosten, Kamianna und Kotów im Südwesten, Bogusza im Westen, sowie Ptaszkowa und Kąclowa im Norden.

## Geschichte

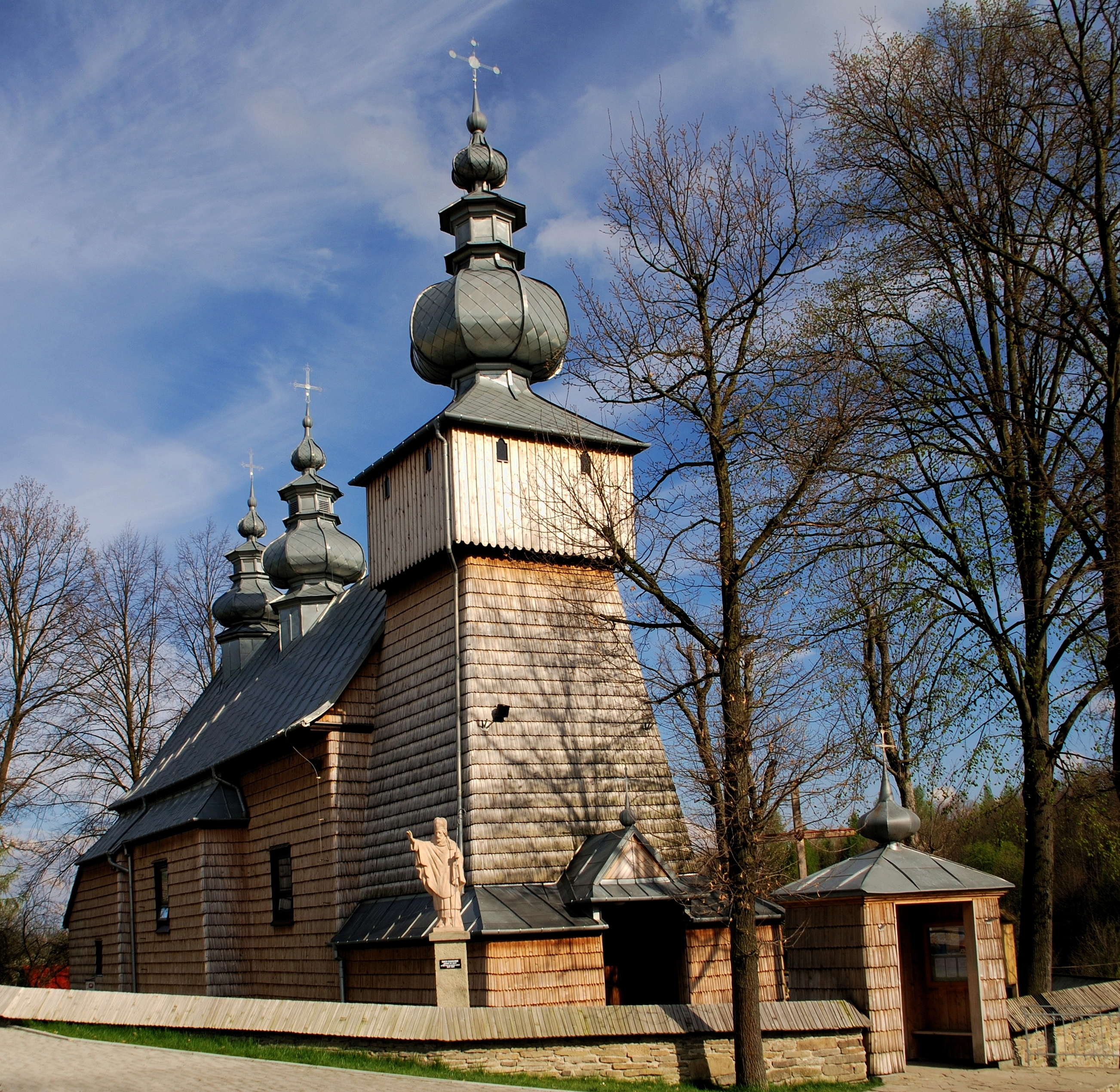
Ehemalige griechisch-katholische Holzkirche, aus dem Jahr 1760

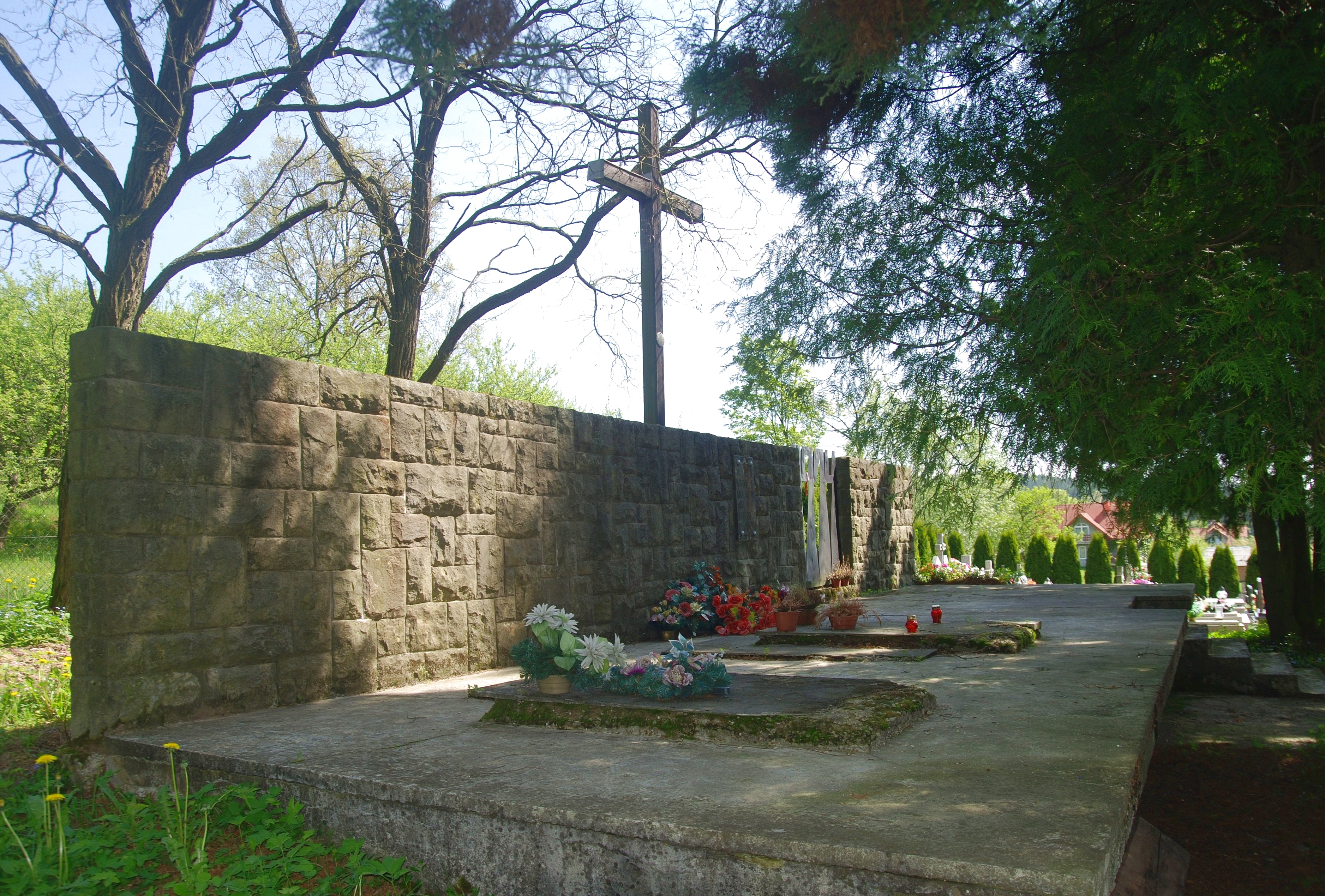
Soldaten Friedhof #127 aus dem Ersten Weltkrieg

Der Ort wurde im Jahr 1365 als ein schon bestehendes, aber jüngeres Dorf Bibyczareban erstmals urkundlich erwähnt. Die Form Bibyczareban ist ziemlich verschieden von den späteren Erwähnungen und war nach einigen Forschern walachischer Herkunft (nur später polonisiert/ruthenisiert). Andere glauben, sie sei als Binczareban zu entziffern, während das nach Piotr Trochanowski ein Fehler der Schreiber bzw. Kopisten war, weil die Buchstaben „b“ und „l“ in der Handschrift sehr ähnlich sind, wie auch das „b“ und „w“ in den russischen und lateinischen Alphabeten, also wäre es eher Bilyczarewan oder Biłcarewa zu lesen. 1402 tauchte der Name des Schulzes von Belczarowa – Kuncza auf, der auch ein Schöffe am Gericht des deutschen Rechts in Nowy Sącz war. 1531 wurde das damals schon walachische Dorf (siehe Walachisches Recht und Lemken) mit einer orthodoxen Kirche: Byelczarowa (1504) bzw. Byelyszarowa von Stanisław Pięniążek an Iwan Truchanowicz, einen politischen Flüchtling aus Iwans IV. Russland, verkauft. Der besitzanzeigende Name Bielczarowa war vom Personennamen *Bielczar (ähnlich zu Belcar, einer Form des Namens Baltazar aus der deutschen Form Balzer) abgeleitet. In der lemkischen Sprache wurde er Bowcarjowa, Bołcarjowa oder Borcalowa ausgesprochen.
Das Dorf gehörte zum Königreich Polen (ab 1569 in der Adelsrepublik Polen-Litauen), Woiwodschaft Krakau, Kreis Sącz.
Nach der Ersten Teilung Polens kam Binczarowa zum neuen Königreich Galizien und Lodomerien des habsburgischen Kaiserreichs (ab 1804). Ab dem Jahr 1820 gehörte es zu Hosch, einem Bankier aus Deutschland. Nach der Aufhebung der Patrimonialherrschaften bildete es eine Gemeinde im Bezirk und Gerichtsbezirk Grybów. Die 1886 gebaute Schule unterrichtete im Ukrainischen, obwohl der erste Lehrer ein römisch-katholischer Pole war.
Nach dem Ende des Ersten Weltkriegs und dem Zusammenbruch der k.u.k. Monarchie kam Binczarowa 1918 zu Polen. Am 5. Dezember 1918 wurde im benachbarten Florynka eine Lemkisch-Russinische Republik ausgerufen, die bis 1919 bzw. 1920 überdauerte. Aus Binczarowa stammten ihre zwei Spitzenpolitiker: der Premier Jarosław Kaczmarczyk und der Innenminister Dmytro Chylak.
Nach der Besetzung Polens durch die Wehrmacht im Zweiten Weltkrieg gehörte es zum Distrikt Krakau im Generalgouvernement. Rund 50 aus der 130 lemkischen Familien siedelten im Jahr 1945 in die Ukraine in der Sowjetunion um. Der Rest wurde zwangsweise in der Aktion Weichsel im Jahr 1947 ausgesiedelt. Das Dorf wurde danach von Polen aus den benachbarten Dörfern wie Kąclowa, Ptaszkowa und Dąbrowa Tarnowska neubesiedelt.
Von 1975 bis 1998 gehörte Binczarowa zur Woiwodschaft Nowy Sącz.